# Episodi di K.C. Agente Segreto (terza stagione)
La terza ed ultima stagione di K.C. Agente Segreto è andata in onda negli Stati Uniti su Disney Channel dal 7 luglio 2017 al 2 febbraio 2018. In Italia è andata in onda dal 1ºsettembre 2017 al 15 settembre 2018 su Disney Channel. 
| n°    | Titolo originale                   | Titolo italiano                                   | Prima TV USA     | Prima TV Italia   |
| ----- | ---------------------------------- | ------------------------------------------------- | ---------------- | ----------------- |
| 1-2   | Coopers on the Run                 | Missione a Rio de Janeiro (prima e seconda parte) | 7 luglio 2017    | 1 settembre 2017  |
| 3     | Welcome to the Jungle              | In fuga dalla giungla                             | 14 luglio 2017   | 6 ottobre 2017    |
| 4     | Out of the Water and into the Fire | Fuori dall'acqua e in mezzo al fuoco              | 14 luglio 2017   | 13 ottobre 2017   |
| 5     | Web of Lies                        | Una rete di bugie                                 | 28 luglio 2017   | 20 ottobre 2017   |
| 6     | Teen Drama                         | Dramma adolescenziale                             | 4 agosto 2017    | 27 ottobre 2017   |
| 7     | K.C. Under Construction            | K.C. lotta per la parità                          | 11 agosto 2017   | 8 dicembre 2017   |
| 8     | The Storm Maker                    | Il porta tempeste                                 | 18 agosto 2017   | 15 dicembre 2017  |
| 9     | Keep on Truckin'                   | La fonte di energia                               | 25 agosto 2017   | 22 dicembre 2017  |
| 10    | Unmasking the Enemy                | Smascherare il nemico                             | 3 novembre 2017  | 4 febbraio 2018   |
| 11    | The Truth Will Set You Free        | La verità rende liberi                            | 10 novembre 2017 | 11 febbraio 2018  |
| 12    | Stormy Weather                     | Clima tempestoso                                  | 17 novembre 2017 | 18 febbraio 2018  |
| 13    | Deleted!                           | Cancellata!                                       | 24 novembre 2017 | 25 febbraio 2018  |
| 14    | Second Chances                     | La seconda chance                                 | 15 gennaio 2018  | 4 marzo 2018      |
| 15    | Revenge of the Van People          | I ragazzi del furgone                             | 16 gennaio 2018  | 11 marzo 2018     |
| 16    | The Gammy Files                    | I segreti della nonna                             | 17 gennaio 2018  | 18 marzo 2018     |
| 17    | Take Me Out                        | Usciamo insieme                                   | 18 gennaio 2018  | 25 marzo 2018     |
| 18    | Twin It to Win It                  | Al ritmo del mio tamburo                          | 22 gennaio 2018  | 15 aprile 2018    |
| 19    | Cassandra Undercover               | La doppia K.C.                                    | 23 gennaio 2018  | 1 aprile 2018     |
| 20    | K.C. Times Three                   | K.C. per tre                                      | 24 gennaio 2018  | 10 settembre 2018 |
| 21    | The Domino Effect                  | Effetto domino (prima parte)                      | 29 gennaio 2018  | 11 settembre 2018 |
| 22    | Domino 2: Barbecued                | Effetto domino 2: Barbecue (seconda parte)        | 30 gennaio 2018  | 12 settembre 2018 |
| 23    | Domino 3: Buggin' Out              | Effetto domino 3: Taglia la corda (terza parte)   | 31 gennaio 2018  | 13 settembre 2018 |
| 24    | Domino 4: The Mask                 | Effetto domino 4: La maschera (quarta parte)      | 1 febbraio 2018  | 14 settembre 2018 |
| 25-26 | K.C. Undercover: The Final Chapter | Missione finale (prima e seconda parte)           | 2 febbraio 2018  | 15 settembre 2018 |

## Missione a Rio de Janeiro (prima parte)
I Cooper devono andare a Rio de Janeiro per sfuggire da Zane, approfittando per risolvere un mistero.

## Missione a Rio de Janeiro (seconda parte)
La tirapiedi di Zane, Sheena (China Anne McClain), cerca di uccidere K.C. Ma arriva Zoe, l'amica di Ernie, e l'aiuta, scappando con lei, Ernie e Marissa.

## In fuga dalla giungla
Mentre K.C., Zoe, Ernie e Marissa sono sperduti nella savana, Kira, Craig e Judy cercano di trovarli.

## Fuori dall'acqua e in mezzo al fuoco
I Cooper e Marissa vengono prelevati dalla Guardia Costiera, dopo che Zane ha fatto precipitare il loro aereo, che scopre il loro segreto e li imprigiona.

## Una rete di bugie
Marissa vuole entrare nell'Organizzazione, ma K.C. crede che non sia adatta a fare la spia. Intanto Ernie ha un appuntamento-missione con Zoe.

## Dramma adolescenziale
K.C. non riesce a perdonarsi il litigio con Marissa, che nel frattempo viene reclutata da Brady all'Organizzazione...

## K.C. lotta per la parità
Mentre K.C. sotto copertura deve lottare per il diritto di parità, Marissa, per ordine di Brady, ritorna ad essere amica con K.C.

## Il porta tempeste
K.C. deve recuperare un'arma pericolosa, il porta tempeste, mentre deve anche andare al ballo scolastico con Marissa, Brady, Ernie e Monique. Intanto Craig chiede a Judy di portarla al ballo padre-figlia.

## La fonte di energia
K.C. e Craig devono recuperare una sostanza che attiverebbe il porta tempeste, mentre Ernie scopre il piano di Brady e Marissa. Judy intanto, con un aggiornamento, diventa gentile con tutti.

## Smascherare il nemico
K.C., accordata con Ernie, che intanto ha perso la memoria dopo aver scoperto due volte il piano nemico, cerca di smascherare la vera natura di Brady. Intanto Judy deve fare da babysitter ad un bebè, perché Kira va alla SPA.

## La verità rende liberi
K.C. fissa un colloquio all'Organizzazione per Marissa, che nel frattempo scopre della vera natura di Brady.

## Clima tempestoso
Mentre K.C. si libera ma viene ingannata da una scienziata, Kira e Craig si dirigono al Quartier Generale del Sostituto e Marissa, guidata da Ernie, cerca di salvare l'amica.

## Cancellata!
La memoria di Judy si sta riempiendo per la prima volta e deve essere riprogrammata dall'Agente Johnson. Per non essere licenziati dall'Organizzazione, a causa di fatti compromettenti, i Cooper e Marissa si incimentano nei flashback.

## La seconda chance
K.C. vuole riconquistare Darien e non vuole essere solo un'amica per lui, invitando Howard come suo fidanzato, ma Darien ha la ragazza, Bianca.

## Usciamo insieme
K.C. cerca di riallacciare con Darien, ma a causa di un imprevisto...

## I ragazzi del furgone
Mentre K.C. svolge una missione in Svizzera, Ernie e Howard addestrano delle spie adolescenti (non abili) stranieri, un cinese, una francese e una spagnola, e il ragazzo Cooper crede che l'Agente Johnson e l'Organizzazione non siano fiduciosi a dargli missioni da "James Bond". I ragazzi però ricevono una missione e usciti allo scoperto trovano Brady, che agisce per conto del Sostituto...

## I segreti della nonna
K.C. non viene invitata da nessuno al ballo, intanto a casa Cooper arriva Nonno Earl e la sua fidanzata Betty. Craig crede che suo padre non lo apprezzi, mentre K.C. crede che la "nonna" sia una spia nemica.

## Al ritmo del mio tamburo
K.C. deve spacciarsi per un tamburista della scuola, mentre esce con Byron.

## La doppia K.C.
K.C. si spaccia per sua cugina Cassandra, chiamando il suo clone Bernice, per non rompere con Byron.

## K.C. per tre
Mentre i fratelli Cooper (K.C., Ernie e Judy) inseguono Bernice, che rapina vari minimarket, Marissa si spaccia per lei.

## Effetto domino
I Cooper conoscono dei vicini, i Bishop, credendo che siano delle spie.

## Eftetto domino 2: il barbecue
Dopo avere cancellato la memoria ai Bishop, i Cooper li invitano ad un barbecue per controllarli.

## Effetto domino 3: taglia la corda
Ernie scappa dalla casa dei Bishop, che intanto piazzano delle cimici dai Cooper per controllarli.

## Effetto domino 4: la Maschera
K.C. e Marissa portano Amy a NY, intanto Craig e Kira indagano su chi possa essere la Maschera.

## Missione finale (prima e seconda parte)
K.C. e Ernie dopo aver recuperato la lista dei potenziali nemici organizzano un piano per incastrarli. Brady vuole lasciare l'Organizzazione per stare con Marissa. L'Agente Johnson si rivela essere la Maschera, criminale più pericoloso dell'Altro Lato e del Sostituto, e così controlla Judy per eliminare i Cooper. Il giorno del diploma K.C., Marissa e la famiglia Cooper devono risolvere l'ultima missione tutti insieme.